# تصوير مقطعي بالإصدار البوزيتروني للدماغ
التصوير المقطعي بالإصدار البوزيتروني للدماغ هو أحد أشكال التصوير المقطعي بالإصدار البوزيتروني (بّي إي تي) المستخدمة في قياس استقلاب الدماغ وتوزع العوامل الكيميائية الخارجية الموسومة شعاعيًا في جميع أنحاء الدماغ. تقيس هذه التقنية الانبعاثات من المواد الكيميائية النشطة استقلابيًا الموسومة شعاعيًا بعد حقنها في مجرى الدم. تخضع بيانات الانبعاثات المقاسة بواسطة التصوير المقطعي بالإصدار البوزيتروني للمعالجة الحاسوبية من أجل إنتاج مجموعة من الصور متعددة الأبعاد لتوزع المواد الكيميائية في جميع أنحاء الدماغ.

## الإيجابيات والسلبيات
تكمن الفائدة الأبرز للتصوير المقطعي بالإصدار البوزيتروني في قدرة المركبات المختلفة على توضيح التدفق والأكسجين، بالإضافة إلى استقلاب الغلوكوز في أنسجة الدماغ العامل. تعكس هذه القياسات كمية النشاط الدماغي في مختلف المناطق من الدماغ وتسمح بإيجاد فهم أفضل لكيفية عمل الدماغ. عند توفرها للمرة الأولى، استطاعت فحوص التصوير المقطعي بالإصدار البوزيتروني التفوق على جميع وسائل التصوير الاستقلابي الأخرى فيما يتعلق بالدقة وسرعة الإنجاز (في حدود 30 ثانية). سمحت التحسينات في الدقة بإجراء دراسات أفضل على المنطقة المنشطة من الدماغ عند أداء مهمة معينة. يتمثل العيب الأكبر للتصوير المقطعي بالإصدار البوزيتروني في اقتصاره على مراقبة المهام القصيرة، نظرًا إلى التحلل السريع شعاعيًا.

## الاستخدامات
قبل استخدام التصوير بالرنين المغناطيسي الوظيفي (إف إم آر آي) على نطاق واسع، اعتُبرت فحوص التصوير المقطعي بالإصدار البوزيتروني الوسيلة المفضلة لتصوير الدماغ الوظيفي (على العكس من البنيوي)، وما تزال مساهمات هذه التقنية مستمرة في العلوم العصبية. تُعد فحوص التصوير المقطعي بالإصدار البوزيتروني مفيدة أيضًا في عمليات الجراحة المجسمة والجراحة الإشعاعية الموجهة بالتصوير المقطعي بالإصدار البوزيتروني من أجل علاج الأورام داخل القحف، والشذوذات الشريانية الوريدية وغيرها من الحالات القابلة للعلاج الجراحي.
يُستخدم التصوير المقطعي بالإصدار البوزيتروني أيضًا في تشخيص أمراض الدماغ، إذ تسبب أورام الدماغ، والسكتات الدماغية والأمراض العصبية التنكسية (مثل مرض آلزهايمر ومرض باركنسون) على وجه الخصوص تغيرات كبيرة في استقلاب الدماغ، ما يؤدي بدوره إلى تغيرات ملحوظة في فحوص التصوير المقطعي بالإصدار البوزيتروني. تكمن الأهمية الأبرز لفحوص التصوير المقطعي بالإصدار البوزيتروني على الأرجح في كشف بعض الحالات المبكرة لأنواع محددة من الخرف (بأنواعه الكلاسيكية مثل مرض آلزهايمر ومرض بيك) التي تتسم بانتشار واسع للتلف المبكر، الذي لا يحدث درجة كافية من التغير في حجم الدماغ وبنيته الإجمالية لرصدها في فحوصات «سي تي» و«إم آر آي» المعيارية وتمييزها بشكل موثوق عن النطاق «الطبيعي» من الضمور القشري الذي يحدث بشكل طبيعي مع التقدم في العمر (لدى كثير من الأفراد وليس جميعهم)، مع عدم وضوح حالة الخرف سريريًا.
يُستخدم التصوير المقطعي بالإصدار البوزيتروني أيضًا بفعالية في كشف مرض التصلب المتعدد وغيره من المتلازمات المزيلة للميالين، ويتركز استخدامه بشكل أساسي في أبحاث الإمراضية عوضًا عن التشخيص. يستخدم الباحثون محددات إشعاعية معينة من أجل نشاط الخلايا الدبقية الصغيرة. في الوقت الحالي، يُستخدم البروتين الناقل 18 - «كيه دي إيه» (تي إس بّي أو). تُستخدم فحوصات التصوير المقطعي البوزيتروني والتصوير المقطعي المحوسب معًا في بعض الأحيان.